# علامت شوشینشا

علامت واکابا

علامت شوشین شا (به ژاپنی: 初心者 マ ー ク) یا علامت واکابا (به ژاپنی: 若 葉 マ ー ク)، در سال ۱۹۷۲ معرفی شد. این نماد یک نماد-V شکل سبز و زرد است که رانندگان مبتدی ژاپن باید آن را به مدت یک سال بر روی ماشین‌های خود نصب کنند. راننده باید پس از آنکه گواهینامه رانندگی خود را بدست آورد، این علامت را به مدت یک سال در جلو و عقب خودرو نصب کند. این مسئله فقط برای گواهینامه‌های استاندارد صادق است و نه برای گواهینامه‌های موتور سیکلت، وسایل نقلیه بزرگ، اتومبیل‌های خاص، و غیره. رانندگانی که خود را همچنان مبتدی احساس می‌کنند می‌توانند پس از گذشت یک سال نیز همچنان به استفاده از این نماد ادامه دهند.
نام رسمی این نماد، علامت  رانندگان مبتدی (初 心 運 転 者 標識 shoshin untensha hyōshiki) است. در مقابل، نماد دیگری به رنگ نارنجی و زرد وجود دارد که  «علامت فوکوشی» یا "علامت Koreisha" خوانده می‌شود و نشان دهنده رانندگان مسن است. هر دو علامت به منزله هشداری است برای دیگر رانندگان، مبنی بر اینکه راننده مورد نظر به علت کم تجربگی یا سن بالا از مهارت رانندگی برخوردار نیست.